# Strada statale 683 di Licodia Eubea-Libertinia
La strada statale 683 di Licodia Eubea-Libertinia (SS 683), già nuova strada ANAS 10 Licodia Eubea-Libertinia (NSA 10), è una strada statale italiana.
Costituisce al momento un collegamento diretto tra la strada statale 514 di Chiaramonte, sull'itinerario Catania-Ragusa e la città di Caltagirone. La strada è uno scorrimento veloce, privo di attraversamenti urbani, incroci a raso o accessi laterali ad eccezione degli svincoli intermedi per la viabilità locale. Presenta una carreggiata unica di 10,75 metri, con una corsia per senso di marcia, ampie curve e frequenti piazzole di sosta. La strada si pone come alternativa alla strada statale 124 Siracusana.
Il progetto completo della strada mira a collegare direttamente il versante sud-est della Sicilia all'autostrada A19 Catania-Palermo senza ricorrere alla viabilità locale o ad altri itinerari.
L'attuale itinerario è così definito: "Innesto con la S.S. n. 514 presso Grammichele - Innesto con la S.S. 124 presso Caltagirone".

## Tabella percorso
| STRADA STATALE 683 di Licodia Eubea-Libertinia |                                                |      |           |
| Tipo                                           | Indicazione                                    | km   | Provincia |
|                                                | di Chiaramonte                                 | 0,0  | CT        |
|                                                | per Grammichele                                | 3,1  | CT        |
|                                                | per Grammichele, Granieri                      | 6,4  | CT        |
|                                                | Contrada Regalsemi per Santo Pietro Siracusana | 13,3 | CT        |

## Strada statale 683 var Variante di Caltagirone
La strada statale 683 var Variante di Caltagirone (SS 683 var) è una strada statale italiana, il cui percorso permette di aggirare l'abitato di Caltagirone.
Nel 2004 è stato previsto il prolungamento del tratto già in esercizio della strada statale Licodia Eubea-Libertinia fino alla strada statale 117 bis Centrale Sicula, con svincoli in corrispondenza di Caltagirone, strada statale 417 e San Michele di Ganzaria. Nel 2008 l'ANAS ha approvato il progetto esecutivo della Variante di Caltagirone, presentata come parte del progetto di prolungamento della SS 683, pur con progressiva chilometrica indipendente da questa.
Il 4 dicembre 2014 è stato aperto un primo tratto che va dallo svincolo di San Bartolomeo, ad est del comune siciliano con innesto sulla strada statale 124 Siracusana ed arriva allo svincolo di Molona a nord del comune, con innesto sulla strada statale 417 di Caltagirone. Facente parte del progetto, ma ancora non formalmente inserito nell'itinerario della strada statale, è stato aperto al traffico l'8 luglio 2016 un ulteriore tratto in proseguimento al preesistente fino all'innesto con la strada statale 124 Siracusana.
La classificazione attuale risale al 2015, ed è caratterizzata dal seguente itinerario: "Svincolo di S. Bartolomeo - Svincolo di Molona con la S.S. n. 417".

### Tabella percorso
| Variante di Caltagirone |                                           |      |           |
| Tipo                    | Indicazione                               | km   | Provincia |
|                         | San Bartolomeo Siracusana Caltagirone est | 3,7  | CT        |
|                         | Molona di Caltagirone Caltagirone nord    | 8,4  | CT        |
|                         | SP.37 per Mirabella Imbaccari             | 12,4 | CT        |